# 宣府前卫
宣府前卫，明朝卫所。
洪武二十六年（1393年）为防御蒙古置，治宣府城（即今河北省宣化县）。清顺治十年（1653年）宣府左卫、宣府右卫并入。康熙三十二年（1693年）改置为宣化县。 